# Danh sách đĩa nhạc của I.O.I
Danh sách đĩa nhạc của nhóm nhạc nữ Hàn Quốc I.O.I bao gồm hai mini-album, hai album đĩa đơn và sáu đĩa đơn.

## Đĩa mở rộng(Mini Albums/EPs)
| Tên       | Chi tiết | Danh sách bài hát | Thứ hạng cao nhất | Thứ hạng cao nhất | Doanh số       |
| Tên       | Chi tiết | Danh sách bài hát | Hàn               | Mỹ                | Doanh số       |
| --------- | --- | --- | ----------------- | ----------------- | -------------- |
| Chrysalis | - Ngày phát hành: 4 tháng 5 năm 2016 - Định dạng: tải nhạc kĩ thuật số - Ngày phát hành: 10 tháng 5 năm 2016 - Định dạng: CD - Hãng đĩa: YMC Entertainment, LOEN Entertainment | 1. I.O.I (Intro) 2. Dream Girls 3. 똑 똑 똑 (Knock Knock Knock) 4. Doo Wap 5. Crush 6. 벚꽃이 지면 (When The Cherry Blossoms Fade) 7. Pick Me | 4                 | —                 | - Hàn: 71,608+ |
| Miss me?  | - Ngày phát hành: 17 tháng 10 năm 2016 - Định dạng: CD, tải nhạc kĩ thuật số - Hãng đĩa: YMC Entertainment, LOEN Entertainment                                                 | 1. 너무너무너무 (Very Very Very) 2. 잠깐만 (Hold On) 3. 내 말대로 해줘 (More More) 4. PING PONG 5. 음 어쩌면 (M-Maybe)                        | 2                 | 11                | - Hàn: 75,047+ |

## Albumđĩa đơn(Single Albums)
| Tên                        | Chi tiết | Danh sách bài hát                                                   | Thứ hạng cao nhất | Doanh số       |
| Tên                        | Chi tiết | Danh sách bài hát                                                   | Hàn               | Doanh số       |
| -------------------------- | --- | ------------------------------------------------------------------- | ----------------- | -------------- |
| Whatta Man                 | - Ngày phát hành: 9 tháng 8 năm 2016 - Định dạng: CD, tải nhạc kĩ thuật số - Hãng đĩa: YMC Entertainment, LOEN Entertainment                                                | 1. Whatta Man (Good Man)                                            | 2                 | - Hàn: 66,719+ |
| Hand In Hand (손에 손잡고) | - Ngày phát hành: 15 tháng 8 năm 2016 - Định dạng: tải nhạc kĩ thuật số - Ngày phát hành: 6 tháng 9 năm 2016 - Định dạng: CD - Hãng đĩa: LOEN Entertainment, Windmill Media | 1. 손에 손잡고 (Hand In Hand) 2. 손에 손잡고 (Hand In Hand) (Inst.) | 6                 | - Hàn: 4,039+  |

## Đĩa đơn(Singles)
| Tên                             | Năm  | Thứ hạng cao nhất | Thứ hạng cao nhất | Doanh số (lượt tải về)                     | Album                         |
| Tên                             | Năm  | Hàn               | Mỹ                | Doanh số (lượt tải về)                     | Album                         |
| ------------------------------- | ---- | ----------------- | ----------------- | ------------------------------------------ | ----------------------------- |
| "Crush"                         | 2016 | 12                | —                 | - Hàn: 290,750+                            | —                             |
| "Dream Girls"                   | 2016 | 7                 | —                 | - Hàn: 496,855+                            | Chrysalis                     |
| "Whatta Man (Good Man)"         | 2016 | 2                 | 12                | - Hàn: 371,336+                            | Whatta Man                    |
| "Hand In Hand (손에 손잡고)"    | 2016 | —                 | —                 | ! scope="row"\| Hand In Hand (손에 손잡고) |                               |
| "Very Very Very (너무너무너무)" | 2016 | 1                 | 4                 | - Hàn: 583,974+                            | miss me?                      |
| "Downpour (소나기)"             | 2017 | 1                 | —                 | - Hàn: 286,504+                            | Đĩa đơn không nằm trong album |

## Các bài hát nằm trong bảng xếp hạng khác
| Tên                                           | Năm  | Vị trí cao nhất | Doanh thu (DL)  | Album     |
| Tên                                           | Năm  | Hàn             | Doanh thu (DL)  | Album     |
| --------------------------------------------- | ---- | --------------- | --------------- | --------- |
| "When the Cherry Blossoms Fade (벚꽃이 지면)" | 2016 | 16              | - Hàn: 448,325+ | Chrysalis |
| "Knock Knock Knock (똑 똑 똑)"                | 2016 | 31              | - Hàn: 154,934+ | Chrysalis |
| "Doo Wap"                                     | 2016 | 45              | - Hàn: 82,081+  | Chrysalis |
| "Pick Me"                                     | 2016 | 93              | - Hàn: 33,968+  | Chrysalis |
| "Hold On (잠깐만)"                            | 2016 | 10              | - Hàn: 215,123+ | Miss Me?  |
| "More More (내 말대로 해줘)"                  | 2016 | 61              | - Hàn: 38,268+  | Miss Me?  |
| "Ping Pong"                                   | 2016 | 77              | - Hàn: 33,131+  | Miss Me?  |
| "M-Maybe (음 어쩌면)"                         | 2016 | 86              | - Hàn: 31,583+  | Miss Me?  |

## OSTs — Collaborations
| Tên                                            | Thành viên                                               | Năm  | Thứ hạng cao nhất | Doanh số (lượt tải về) | Album/Single                                                        |
| Tên                                            | Thành viên                                               | Năm  | Hàn               | Doanh số (lượt tải về) | Album/Single                                                        |
| ---------------------------------------------- | -------------------------------------------------------- | ---- | ----------------- | ---------------------- | ------------------------------------------------------------------- |
| '"꽃, 바람 그리고 너" (Flower, Wind, And You)' | Chungha, Yoojung, Somi (cùng với Heehyun của DIA)        | 2016 | 42                | - Hàn: 38,862+         | Flower, Wind, And You                                               |
| '"I Love You, I Remember You" (사랑해 기억해)' | Nayoung, Chungha, Jieqiong, Sohye, Yoojung, Doyeon, Somi | 2016 | 30                | - Hàn: 124,584+        | 달의 연인 - 보보경심 려 (Moon Lovers: Scarlet Heart Ryeo) OST Pt. 3 |

## Video âm nhạc
| Năm  | Video                                               | Thành viên                                               | Đạo diễn               | Ghi chú |
| ---- | --------------------------------------------------- | -------------------------------------------------------- | ---------------------- | --- |
| 2016 | "Crush"                                             | Tất cả                                                   | —                      | MV ra mắt đầu tay dưới danh nghĩa thành viên của I.O.I                                                       |
| 2016 | "Dream Girls"                                       | Tất cả                                                   | Hong Won-ki (ZANYBROS) | MV ra mắt đầu tay dưới danh nghĩa thành viên của I.O.I                                                       |
| 2016 | "Oh! Éclair"                                        | Tất cả                                                   | Hong Won-ki (ZANYBROS) | Quảng cáo Bánh su kem que kiểu Pháp Éclair (에끌레어) của Petitzel (쁘띠첼)                                  |
| 2016 | "연어는 맛있다 얌얌" (Salmon Is Delicious, Yum-Yum) | Somi                                                     | —                      | Quảng cáo Cá hồi đóng hộp CJ Alaska Salmon (CJ알래스카연어) + Chiến dịch 연어가 맛있다 (Salmon Is Delicious) |
| 2016 | "Whatta Man (Good Man)"                             | Nayoung, Chungha, Jieqiong, Sohye, Yoojung, Doyeon, Somi | Hong Won-ki (ZANYBROS) | MV nhóm nhỏ đầu tiên của I.O.I                                                                               |
| 2016 | "Liiv Song"                                         | Tất cả                                                   | —                      | Quảng cáo Ngân hàng di động Liiv (리브) của KB Kookmin Bank (KB국민은행)                                     |
| 2016 | "Very Very Very (너무너무너무)"                     | Tất cả                                                   | —                      | MV quảng bá ca khúc cuối cùng của nhóm                                                                       |
| 2017 | ''Downpour (소나기)''                               | Tất cả                                                   | —                      | MV cuối cùng dưới danh nghĩa thành viên của I.O.I                                                            |

## Góp mặt trong cácvideo âm nhạc
| Năm  | Video                                            | Thành viên         | Nghệ sĩ                                           |
| ---- | ------------------------------------------------ | ------------------ | ------------------------------------------------- |
| 2014 | "Game Over"                                      | Nayoung            | Kye Bum-zu (계범주)                               |
| 2014 | "Why are We" (변해가)                            | Nayoung            | TROY (트로이)                                     |
| 2014 | "My Copycat" (나처럼 해봐요)                     | Nayoung, Kyulkyung | Orange Caramel                                    |
| 2014 | "하지하지마" (Stop Stop It)                      | Somi               | GOT7                                              |
| 2015 | "Man Of The Year" (올해의 남자)                  | Nayoung            | Hanhae (한해) & D.meanor                          |
| 2015 | "The Light" (빛)                                 | Sohye              | The Ark                                           |
| 2015 | "Goodbye School" (放學了)                        | Sohye              | Jinlin Wang (王矜霖)                              |
| 2015 | "Mansae"                                         | Kyulkyung          | SEVENTEEN                                         |
| 2015 | "I'm Good" (혼자가 편해졌어)                     | Chaeyeon           | Elsie & K.will                                    |
| 2015 | "Somehow" (왠지)                                 | Chaeyeon           | DIA                                               |
| 2015 | "Somehow" (왠지) (Drama Ver.)                    | Chaeyeon           | DIA                                               |
| 2015 | "내 친구의 남자친구" (My Friend's Boyfriend)     | Chaeyeon           | DIA                                               |
| 2015 | "음악 들을래" (Wanna Listen To Music)            | Chaeyeon           | DIA                                               |
| 2015 | "Lean On Me"                                     | Chaeyeon           | DIA & Microdot                                    |
| 2015 | "PICK ME"                                        | Tất cả             | PRODUCE 101                                       |
| 2016 | "On The Road" (그 길에서)                        | Chaeyeon           | DIA                                               |
| 2016 | "Mr. Potter"                                     | Chaeyeon           | DIA                                               |
| 2016 | "Ulsanbawi"                                      | Chaeyeon           | M&D (Heechul của Super Junior và Jungmo của TRAX) |
| 2016 | "Sugar and Me" (달고나)                          | Doyeon             | SanE & Raina                                      |
| 2016 | "Wonderland"                                     | Sejeong, Mina      | Gugudan                                           |
| 2016 | "Breathless" (숨가빠)                            | Yoojung            | ASTRO                                             |
| 2016 | "Secret" (비밀이야)                              | Yeonjung           | Cosmic Girls                                      |
| 2016 | "I Will Be On Your Side" (내가 니 편이 되어줄게) | Yeonjung           | Yoo Seung-woo & Yeonjung                          |
| 2016 | "Fire & Ice"                                     | Yeonjung           | Dawon (Cosmic Girls) & Yeonjung                   |
| 2016 | "If You"                                         | Nayoung            | Ailee                                             |
| 2016 | "White Night" (하얗게 불태웠어)                  | Somi               | UP10TION                                          |
| 2016 | "Flower Way" (꽃길)                              | Sejeong            | Sejeong                                           |
| 2017 | "A Girl Like Me"                                 | Sejeong, Mina      | Gugudan                                           |
| 2017 | "눈을 보고 말해요 (Look Into Your Eyes)"         | Sohye              | Ra.D                                              |
| 2017 | "Wee Woo"                                        | Nayoung, Kyulkyung | PRISTIN                                           |
| 2017 | "Will You Go Out With Me?" (나랑 사귈래)         | Chaeyeon           | DIA                                               |
| 2017 | "월화수목금토일 (Week)"                          | Chungha            | Chungha                                           |
| 2017 | "월화수목금토일 (Week Dance Version)"            | Chungha            | Chungha                                           |
| 2017 | "Right?" (맞지?)                                 | Somi               | Unnies (Sister Slam Dunk Season 2)                |
| 2017 | "E905" (Can't Stop)                              | Chaeyeon           | DIA                                               |
| 2017 | "Why Don't You Know?"                            | Chungha            | Chungha                                           |
| 2017 | "WE LIKE"                                        | Nayoung, Kyulkyung | Pristin                                           |
| 2017 | "The Boots"                                      | Sejeong, Mina      | Gugudan                                           |
| 2017 | "굿밤" (Good Night)                              | Chaeyeon           | DIA                                               |
| 2018 | "Roller Coaster"                                 | Chungha            | Chungha                                           |
| 2018 | "Get It"                                         | Nayoung, Kyulkyung | Pristin V                                         |
| 2018 | "샘이나" (SEMINA)                                | Sejeong, Mina      | Gugudan SEMINA                                    |
| 2018 | "Love U"                                         | Chungha            | Chungha                                           |
| 2018 | "Woo Woo"                                        | Chaeyeon           | DIA                                               |